# Moegistorhynchus braunsi
Moegistorhynchus braunsi är en tvåvingeart som beskrevs av Joseph Charles Bequaert 1935. Moegistorhynchus braunsi ingår i släktet Moegistorhynchus och familjen Nemestrinidae. Inga underarter finns listade i Catalogue of Life.